# Eesti Laul 2019
L'undicesima edizione dell'Eesti Laul si è tenuta dal 31 gennaio al 16 febbraio 2019 e ha selezionato il rappresentante dell'Estonia all'Eurovision Song Contest 2019 di Tel Aviv.
Il vincitore è stato Victor Crone con Storm.

## Organizzazione
L'Eesti Laul è il festival musicale che funge da metodo di selezione nazionale per l'Estonia all'Eurovision Song Contest. L'undicesima edizione, come le precedenti, è stata organizzata dall'emittente estone Eesti Rahvusringhääling (ERR).
Il festival è stato articolato in due semifinali da 12 partecipanti e una finale, alla quale si sono qualificati i primi 6 classificati delle semifinali. I primi 4 sono stati scelti da una combinazione del voto di televoto e giuria, mentre gli ultimi due sono stati scelti dal solo televoto in un secondo round di votazioni.

## Partecipanti
La lista dei partecipanti annunciata il 15 novembre 2018.
| Artista                      | Titolo                          | Lingue  | Compositori                                                |
| ---------------------------- | ------------------------------- | ------- | ---------------------------------------------------------- |
| Around the Sun               | Follow Me Back                  | Inglese | Daniel Rukovitškin, Georg Eessaar                          |
| Cätlin Mägi & Jaan Pehk      | Parmumäng                       | Estone  | Cätlin Mägi, Jaan Pehk                                     |
| Grete Paia                   | Kui isegi kaotan                | Estone  | Grete Paia, Mihkel Mattisen, Timo Vendt, Kerli Puusepp     |
| Inger                        | Coming Home                     | Inglese | Inger Fridolin, Karl-Ander Reismann                        |
| Iseloomad                    | Kaks miinust                    | Estone  | Vilho Meier, Siim Randveer                                 |
| Jennifer Cohen               | Little Baby El                  | Inglese | Chris Hierro, Jennifer Marisse Cohen, Luisa Lõhmus         |
| Johanna Eendra               | Miks sa teed nii?               | Estone  | Johanna Eendra, Joosep Eendra                              |
| Kadiah                       | Believe                         | Inglese | Kadi Poll                                                  |
| Kaia Tamm                    | Wo sind die Katzen?             | Tedesco | Kaia Tamm                                                  |
| Kerli Kivilaan               | Cold Love                       | Inglese | Kerli Kivilaan, Egert Milder, Andres Kõpper                |
| Lacy Jay                     | Halleluja                       | Inglese | Ago Teppand, Lacy Nicole Jones, Hugo Martin Maasikas       |
| Lumevärv feat. Inga          | Milline päev                    | Estone  | Margus Piik, Kermo Hert, Jana Hallas                       |
| Marko Kaar                   | Smile                           | Inglese | Marko Kaar, Egert Kanep                                    |
| Öed                          | Öhuloss                         | Estone  | Tuuli Rand, Kristel Aaslaid, Bert Prikenfeld, Egert Milder |
| Ranele                       | Supernova                       | Inglese | Marek Rosenberg, Lauri Lembinen, Marco Margna, Anne Loho   |
| Sandra Nurmsalu              | Soovide puu                     | Estone  | Priit Pajusaar, Sandra Nurmsalu, Aapo Ilves                |
| Sissi                        | Strong                          | Inglese | Karl-Ander Reismann, Sissi Nylia Benita                    |
| Sofia Rubina-Hunter          | Deep Water                      | Inglese | Sofia Rubina-Hunter, Janika Tenn, Oljana Kallson           |
| Stefan                       | Without You                     | Inglese | Stefan Airapetjan, Karl-Ander Reismann                     |
| Sünne Valtri                 | I'll Do It My Way               | Inglese | Sünne Valtri                                               |
| The Swingers, Tanja & Birgit | High Heels in the Neighbourhood | Inglese | Tanja Mihhailova, Timo Vendt, Mihkel Mattisen              |
| Uku Suviste                  | Pretty Little Liar              | Inglese | Uku Suviste, Oliver Mazurtshak                             |
| Victor Crone                 | Storm                           | Inglese | Stig Rästa, Vallo Kikas, Victor Crone, Fred Krieger        |
| Xtra Basic & Emily J         | Hold Me Close                   | Inglese | Andrei Zevakin, Igor Volhonski                             |

## Semifinali

### Prima semifinale
La prima semifinale si è tenuta il 31 gennaio 2019 presso la Tartu Ülikooli Spordihoone di Tartu.
I primi quattro classificati sono stati Victor Crone, Stefan, Inger e The Swingers, Tanja & Birgit, mentre i vincitori del secondo round sono stati Sandra Nurmsalu e gli Xtra Basic & Emily J.
     Qualificato dal primo round di voto della giuria e televoto
     Qualificato dal secondo round di solo televoto
| #  | Artista                      | Titolo                          | Primo round | Primo round | Primo round | Primo round | Primo round | Primo round | Secondo round | Secondo round |
| #  | Artista                      | Titolo                          | Giuria      | Giuria      | Televoto    | Televoto    | Totale      | Posizione   | Televoto      | Posizione     |
| -- | ---------------------------- | ------------------------------- | ----------- | ----------- | ----------- | ----------- | ----------- | ----------- | ------------- | ------------- |
| 1  | The Swingers, Tanja & Birgit | High Heels in the Neighbourhood | 45          | 6           | 2 088       | 7           | 13          | 4           | –             | –             |
| 2  | Marko Kaar                   | Smile                           | 5           | 0           | 439         | 0           | 0           | 12          | 252           | 9             |
| 3  | Xtra Basic & Emily J         | Hold Me Close                   | 25          | 1           | 1 802       | 6           | 7           | 8           | 1 202         | 2             |
| 4  | Johanna Eendra               | Miks sa teed nii?               | 34          | 2           | 796         | 2           | 4           | 10          | 494           | 6             |
| 5  | Stefan                       | Without You                     | 86          | 12          | 2 668       | 8           | 20          | 2           | –             | –             |
| 6  | Sandra Nurmsalu              | Soovide puu                     | 37          | 4           | 1 677       | 5           | 9           | 5           | 1 736         | 1             |
| 7  | Jennifer Cohen               | Little Baby El                  | 42          | 5           | 1 083       | 3           | 8           | 6           | 1 102         | 3             |
| 8  | Sofia Rubina-Hunter          | Deep Water                      | 48          | 7           | 747         | 1           | 8           | 7           | 1 073         | 4             |
| 9  | Öed                          | Öhuloss                         | 36          | 3           | 1 219       | 4           | 7           | 9           | 854           | 5             |
| 10 | Victor Crone                 | Storm                           | 82          | 10          | 6 346       | 12          | 22          | 1           | –             | –             |
| 11 | Ranele                       | Supernova                       | 8           | 0           | 666         | 0           | 0           | 11          | 325           | 7             |
| 12 | Inger                        | Coming Home                     | 74          | 8           | 3 841       | 10          | 18          | 3           | –             | –             |

### Seconda semifinale
La seconda semifinale si è tenuta il 2 febbraio 2019 presso la Tartu Ülikooli Spordihoone di Tartu.
I primi quattro classificati sono stati Uku Suviste, Kerli Kivilaan, Kadiah e Sissi, mentre i vincitori del secondo round sono stati Sünne Valtri e Lumevärv feat. Inga.
     Qualificato dal primo round di voto della giuria e televoto
     Qualificato dal secondo round di solo televoto
| #  | Artista                 | Titolo              | Primo round | Primo round | Primo round | Primo round | Primo round | Primo round | Secondo round | Secondo round |
| #  | Artista                 | Titolo              | Giuria      | Giuria      | Televoto    | Televoto    | Totale      | Posizione   | Televoto      | Posizione     |
| -- | ----------------------- | ------------------- | ----------- | ----------- | ----------- | ----------- | ----------- | ----------- | ------------- | ------------- |
| 1  | Sünne Valtri            | I'll Do It My Way   | 28          | 1           | 2 729       | 8           | 9           | 7           | 2 828         | 1             |
| 2  | Iseloomad               | Kaks miinust        | 38          | 5           | 762         | 0           | 5           | 10          | 394           | 8             |
| 3  | Lumevärv feat. Inga     | Milline päev        | 58          | 8           | 1 386       | 3           | 11          | 5           | 2 284         | 2             |
| 4  | Sissi                   | Strong              | 55          | 7           | 2 557       | 6           | 13          | 4           | –             | –             |
| 5  | Cätlin Mägi & Jaan Pehk | Parmumäng           | 37          | 4           | 1 240       | 2           | 6           | 9           | 778           | 6             |
| 6  | Kadiah                  | Believe             | 49          | 6           | 2 663       | 7           | 13          | 3           | –             | –             |
| 7  | Kaia Tamm               | Wo sind die Katzen? | 20          | 0           | 1 112       | 1           | 1           | 12          | 1 023         | 5             |
| 8  | Kerli Kivilaan          | Cold Love           | 75          | 12          | 1 488       | 5           | 17          | 2           | –             | –             |
| 9  | Grete Paia              | Kui isegi kaotan    | 22          | 0           | 2 752       | 10          | 10          | 6           | 1 230         | 4             |
| 10 | Lacy Jay                | Halleluja           | 35          | 2           | 1 467       | 4           | 6           | 8           | 2 009         | 3             |
| 11 | Around the Sun          | Follow Me Back      | 36          | 3           | 842         | 0           | 3           | 11          | 629           | 7             |
| 12 | Uku Suviste             | Pretty Little Liar  | 71          | 10          | 4 635       | 12          | 22          | 1           | –             | –             |

## Finale
La finale si è tenuta il 16 febbraio 2019 presso la Saku Suurhall di Tallinn.
| #  | Artista                      | Titolo                          | Punteggio | Punteggio | Punteggio | Punteggio | Punteggio | Posizione |
| #  | Artista                      | Titolo                          | Giuria    | Giuria    | Televoto  | Televoto  | Totale    | Posizione |
| -- | ---------------------------- | ------------------------------- | --------- | --------- | --------- | --------- | --------- | --------- |
| 1  | Sissi                        | Strong                          | 46        | 8         | 2 990     | 6         | 14        | 4         |
| 2  | Lumevärv feat. Inga          | Milline päev                    | 46        | 10        | 2 188     | 2         | 12        | 5         |
| 3  | Victor Crone                 | Storm                           | 25        | 2         | 15 513    | 12        | 14        | 3         |
| 4  | Kerli Kivilaan               | Cold Love                       | 43        | 7         | 1 481     | 0         | 7         | 9         |
| 5  | Xtra Basic & Emily J         | Hold Me Close                   | 21        | 0         | 1 440     | 0         | 0         | 12        |
| 6  | Kadiah                       | Believe                         | 25        | 3         | 2 287     | 3         | 6         | 10        |
| 7  | Synne Valtri                 | I'll Do It My Way               | 4         | 0         | 2 323     | 4         | 4         | 11        |
| 8  | Stefan                       | Without You                     | 70        | 12        | 6 132     | 7         | 19        | 1         |
| 9  | The Swingers, Tanja & Birgit | High Heels in the Neighbourhood | 26        | 4         | 2 737     | 5         | 9         | 7         |
| 10 | Uku Suviste                  | Pretty Little Liar              | 36        | 5         | 8 987     | 10        | 15        | 2         |
| 11 | Inger                        | Coming Home                     | 24        | 1         | 6 904     | 8         | 9         | 6         |
| 12 | Sandra Nurmsalu              | Soovide puu                     | 40        | 6         | 1 914     | 1         | 7         | 8         |

### Superfinale
| # | Artista      | Titolo             | Televoto | Televoto | Posizione |
| - | ------------ | ------------------ | -------- | -------- | --------- |
| 1 | Victor Crone | Storm              | 23 279   | 45,51%   | 1         |
| 2 | Stefan       | Without You        | 12 380   | 24,20%   | 3         |
| 3 | Uku Suviste  | Pretty Little Liar | 15 498   | 30,29%   | 2         |

## All'Eurovision Song Contest
L'Estonia si è esibita 14ª nella prima semifinale, dove si è classificata 4ª con 198 punti e si è qualificata per la finale. Esibitasi 18ª, l'Estonia si è classificata 20ª con 76 punti.

### Giuria
La giuria estone per l'Eurovision Song Contest 2019 è stata composta da:
- Kaupo Karelson, produttore televisivo e presidente di giuria
- Reet Linna , conduttrice televisiva
- Sandra Sersant, manager
- Mikk Targo, presidente della Società degli Autori Estoni
- Uku Suviste, cantante